# 144692 Кетемері
144692 Кетемері (144692 Katemary) — астероїд головного поясу, відкритий 9 квітня 2004 року.
Тіссеранів параметр щодо Юпітера — 3,365.